# Alisa Camplin
Alisa Camplin, född den 10 november 1974 i Melbourne, Australien, är en australisk freestyleåkare.
Hon tog OS-guld i damernas hopp i samband med de olympiska freestyletävlingarna 2002 i Salt Lake City. Hon tog därefter OS-brons i samma gren i samband med de olympiska freestyletävlingarna 2006 i Turin.